# 足利速太
足利 速太（あしかが はやた）は、漫画『ドカベン』に登場する架空の人物。

## 人物
- 福島県・いわき東高校の一番打者。外野手（中堅手）。右投両打（高校時代は左投げで描かれていた）。
- 毎日8キロの通学路を走り抜いてきた中で鍛えられた、作中でも一、二を争う俊足を持つ。その俊足はワンバウンドのボール球を使った奇策を用いない限り本盗すら保証されるレベルであった。いわき東高校の得点の8割が足利の走塁によるものだった。
- あだ名は「チョロ」。笑い声は「ニヒ」。

## 経歴
- 山田の一年時、夏の甲子園に出場。いわき東の決勝までの4試合の全得点6のうち、一人で5得点をあげる。決勝の明訓戦ではその驚異的な足を生かし、ポテンヒットを三塁打にするなど3打席連続安打。山田から盗塁を奪い、先制点を挙げるも、岩鬼の逆転2ランで惜敗。
- 2004年、元チームメイトの緒方勉と共に東京スーパースターズにテスト入団。本人は「自分より俊足の選手がプロにいたらユニフォームを脱ぐ」と宣言している。
- 8番・中堅手でレギュラーだったが、2006年からは義経光に中堅のポジションを奪われ、控えに甘んじている。
- 2010年シーズン途中より、スランプの微笑に代わって3番レフトで出場。自慢の足で大活躍し、そのまま3番に定着。微笑が広島にトレードされるきっかけを与えた。

## 背番号
- 0（2004年 - ）